# Flood (película)
Flood es una película de desastres de 2007 dirigida por Tony Mitchell. Protagonizada por Robert Carlyle, Jessalyn Gilsig, David Suchet y el veterano actor británico Tom Courtenay, se basa en la novela homónima de Richard Doyle (2002).

## Argumento
La película muestra una devastadora inundación que ataca la ciudad de Londres, cuando la Barrera del Támesis es abrumada por una enorme ola de agua.
Rob Morrison (Carlyle), el jefe de Ingeniería, es llamado a realizar un chequeo de la Barrera. Allí se encuentra con su exesposa Sam (Gilsig), la directora de operaciones de la barrera. Mientras tanto, Rob está distanciado de su padre Leonard (Courtenay), profesor de meteorología, descubre que una tormenta que había azotado a Escocia y originalmente se pensó que se dirigía a Holanda se había desviado hacia el sudeste de Inglaterra y ensencialmenta hacia Londres. Él predice que la Barrera no será capaz de detener la oleada si está arriba con marea alta.
Con esta información en mano, Rob, Sam y Leonard advierten al supervisor y a la comisionada de policía Patricia Nash (Joanne Whalley) y el primer ministro Adjunto Campbell (Suchet) del peligro inminente. Sin embargo, con sólo tres horas hasta que la oleada llegue, puede ser demasiado tarde para salvar a la ciudad de Londres.

## Producción
Flood se filmó en Londres y Sudáfrica. Destaca por el uso de intrincado del diseño, producción y efectos especiales con que representan famosos hitos de Londres como el Metro de Londres, las Casas del Parlamento y el O2 sumergidos bajo el agua.